# ICE 2
Als ICE 2 wird die zweite Serie von Intercity-Express-Triebzügen der Deutschen Bahn bezeichnet.
Ein ICE-2-Triebzug wird planmäßig aus einem Triebkopf der Baureihe 402, sechs Mittelwagen der Baureihen 805, 806 und 807 sowie einem Steuerwagen der Baureihe 808 gebildet. Zwei ICE-2-Halbzüge können mittels einer automatischen Kupplung zu einem Vollzug zusammengestellt werden. Vereinzelt kommen auch Triebköpfe des ICE 2 in ICE-1-Garnituren zum Einsatz. Aufgrund ihrer Dauer-Lademaßüberschreitung gehören die Züge, neben den ICE 1, betrieblich zur Gruppe der ICE A.

## Geschichte

### Hintergrund
Nach eingehenden Untersuchungen des Verkehrsaufkommens auf den ersten ICE-Linien sollte die zweite Generation von ICE-Zügen nicht mehr aus Langzügen bestehen, sondern aus 200 m langen Halbzügen. Die Anforderungen an die neue ICE-Generation wurden bis November 1991 festgelegt und bis Herbst 1992 das Lastenheft erstellt.

### Beschaffung

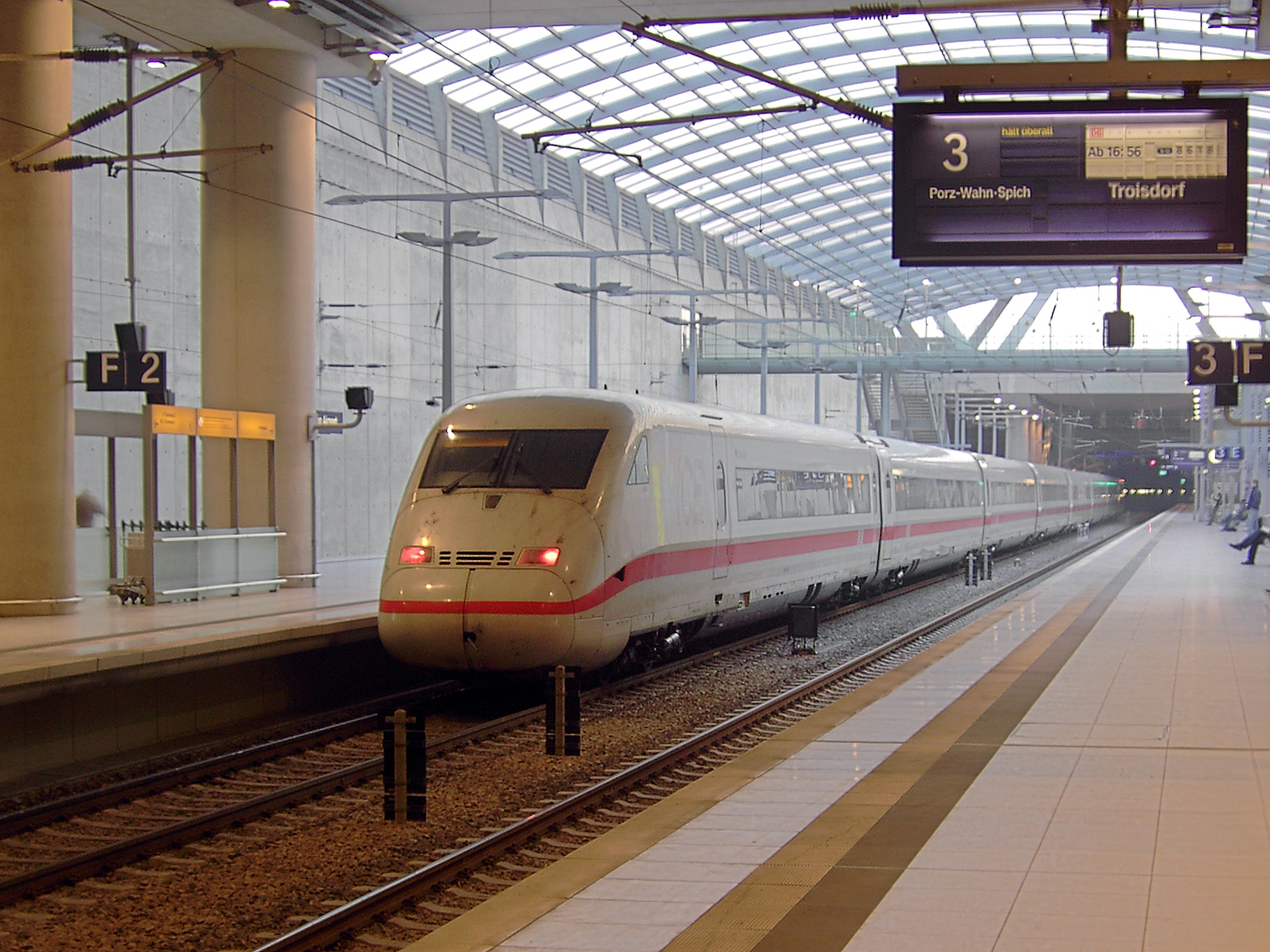
ICE 2 im Bahnhof Köln/Bonn Flughafen (Steuerwagen im Vordergrund des Bildes)

Die Züge gingen aus einer Projektstudie der ehemaligen Deutschen Bundesbahn aus dem Jahr 1992 hervor, in der die Anforderungen an die zweite Generation der ICE-Züge ermittelt wurden. Diese wurden insbesondere für die 1998 in Betrieb genommene Schnellfahrstrecke Hannover–Berlin benötigt und sollten auf weniger nachfragestarken Strecken eingesetzt werden, auf denen die ICE 1 mit rund 700 Sitzplätzen nicht wirtschaftlich waren. Geplant war unter anderem, zwei Zugteile von Berlin nach Hannover verkehren zu lassen und diese in Hannover zu trennen. Ein Zugteil sollte dabei Richtung Ruhrgebiet, der andere Richtung Bremen fahren. Als wirtschaftlichste Variante wurde ein Konzept aus Triebkopf, sechs Mittelwagen und Steuerwagen ermittelt. Auch sollten Züge aus einem Triebkopf und fünf Mittelwagen sowie zwei Triebköpfen und 14 Mittelwagen zu bilden sein. Darüber hinaus sollte auch das Gewicht der Züge deutlich reduziert werden. Ein geplantes, neues Catering-Konzept auf den ICE-2-Zügen wurde nicht realisiert.
Die Ausschreibung für die zweite ICE-Generation wurde am 21. Oktober 1992 aufgenommen. Darin wurden die neuen Züge erstmals als ICE 2 bezeichnet. Im Januar 1993 erfolgte die formale Ausschreibung; am 17. August 1993 (andere Quelle: 13. August 1993) erklärte die Deutsche Bundesbahn ihre Kaufabsicht über 60 ICE-2-Triebzüge bei einer Bietergemeinschaft unter Federführung von Siemens, mit AEG, ABB Daimler Benz Transportation (später Adtranz) und Beteiligung der Deutschen Waggonbau (DWA). Die Fahrzeuge sollten ab Ende 1996 ausgeliefert werden. Zusätzlich wurden zwei Reservetriebköpfe und ein Ersatz-Steuerwagen geordert. Darüber hinaus wurden 25 bestellte Sitzwagen der 1. und 2. Klasse (Baureihen 806.9 und 805.9) als Baureihe 802.9 zusammengefasst und in ICE-1-Züge eingereiht, nachdem sich die Sitzplatzkapazität in der 2. Klasse des ICE 1 als unzureichend herausgestellt hatte.
Im Dezember 1993 waren die Verträge unterschriftsreif. Das Bundesverkehrs- und das Bundesfinanzministerium stimmten der Beschaffung der Züge zu. Die Planung sah dabei vor, zunächst 44 Halbzug-Garnituren (ohne Steuerwagen) zu beschaffen und daraus 22 Langzüge zu bilden. Diese Einheiten sollten zur Inbetriebnahme der Schnellfahrstrecke Hannover–Berlin im Mai 1997 einsatzbereit sein und dort als Langzüge zwischen Hannover und Berlin verkehren. Ein Jahr später (Mai 1998) sollten die neu zu entwickelnden Steuerwagen zur Verfügung stehen, die Züge schließlich zu 44 Halbzügen umgebildet werden. Als Halbzüge sollten einzelne ICE-2-Triebzüge dabei insbesondere in Tagesrandlagen und auf bestimmten Streckenabschnitten verkehren. Daneben wurde die spätere Lieferung von 13 weiteren ICE-Halbzügen sowie eine Option für 60 zusätzliche Züge, jeweils mit einem Wandlungsrecht. Diese Kaufabsichten führten letztlich, unter Nutzung des Wandlungsrechts, zum Liefervertrag für den ICE 3.
Anfang 1994 standen die Baureihenbezeichnungen für die neuen Fahrzeuge fest.
Dabei wurde im Sommer 1994 vorgesehen, 13 von der Option auf 60 weitere Garnituren als mehrsystemfähige Fahrzeuge auszuführen. Sie sollten im Verkehr zwischen Köln und Amsterdam zum Einsatz kommen. Die Züge sollten über einen Antrieb an zahlreichen Achsen und eine schmalere Fahrzeugbegrenzungslinie (nach europäischen Normen) verfügen. Neun der 13 Züge waren als Dreisystemzüge konzipiert, die restlichen vier sollten in vier verschiedenen nationalen Eisenbahnsystemen verkehren können. Die mehrsystemfähigen ICE 2 sollten zusammen mit den ICE-2-Zügen für den Binnenverkehr im Jahr 1997 ausgeliefert werden.
Im Januar 1994 erhielt die Grammer AG den Auftrag zum Bau der Sitze. Im April 1994 erhielt die Waggonbau Ammendorf GmbH, eine Tochter der Deutschen Waggonbau AG, den Auftrag über den kompletten Innenausbau von 70 Wagen der 1. und 2. Klasse.
Die Triebköpfe wurden von ABB in Kassel und Krauss-Maffei in München im Rohbau gefertigt und bei Siemens in Essen endmontiert; in Essen entstanden auch die Drehgestelle. Die 1.-Klasse-Mittelwagen entstanden bei AEG in Nürnberg sowie DWA in Ammendorf. Die 2.-Klasse-Wagen wurden von DUEWAG in Krefeld-Uerdingen sowie LHB in Salzgitter gefertigt. LHB lieferte darüber hinaus die Speisewagen, AEG die Steuerwagen. Insgesamt waren 13 Direktauftragnehmer an der Fertigung der ICE-2-Triebzüge beteiligt. Der erste Triebkopf, 402 001, wurde vom 30. November 1995 bis zum 11. Dezember 1995 in der Klimakammer in Wien-Arsenal Temperatur- und Vereisungsversuchen unterzogen. Mit der Fertigstellung des Triebkopfs 402 046 endete am 3. März 1997 auch die ehemals zu Krupp gehörende Schienenfahrzeugfertigung in Essen.
Vor Aufnahme der Fahrzeugproduktion für den 1999 in Betrieb genommenen Metropolitan erwog der Vorstand der Deutschen Bahn, zwei Züge aus der laufenden ICE-2-Produktion abzuziehen und mit einer besonderen Inneneinrichtung für den Metropolitan auszustatten. Aufgrund hoher Kosten für die notwendigen Produktionsänderungen wurde dieser Plan fallengelassen. 1996 waren zeitweilig ICE-2-Mittelwagen für den Umbau vorbereitet. Sie erhielten einen Metallic-Anstrich und einen dunkelgrauen Absetzstreifen etwa auf Höhe des ICE-Fensterbandes. Dieser Auftrag wurde später storniert. Die betroffenen Fahrzeuge der Baureihen 805 und 806 wurden im Juni 1998 als letzte Mittelwagen von der Deutschen Bahn abgenommen; lediglich der Reservewagen 808 045 stand zu diesem Zeitpunkt noch aus.

### Inbetriebnahme
Mitte 1995 wurde mit der Inbetriebnahme des ersten Triebkopfes in München begonnen. Am 13. Dezember 1995 wurde der erste ICE-2-Mittelwagen bei AEG in Nürnberg der Öffentlichkeit vorgestellt.
Am 6. September 1996 folgte in München der erste Roll-Out eines ICE-2-Langzuges (mit zwei Triebköpfen und neun Mittelwagen). Die Zugbildung und Inbetriebsetzung erfolgte durch Siemens im ICE-Betriebswerk München. Auf Antrag der Deutschen Bahn sprach das Bundesverkehrsministeriums erstmals am 24. September 1996 eine Ausnahmezulassung für den Betrieb mit 280 km/h aus, in Abweichung von der in § 40 Abs. 2 Nr. 1 der Eisenbahn-Bau- und Betriebsordnung festgelegten allgemeinen Höchstgeschwindigkeit von 250 km/h. Zum Fahrplanwechsel am 13. Dezember 2009 wurde die fahrplanmäßig zulässige Geschwindigkeit auf der Neubaustrecke Nürnberg–Ingolstadt sowie auf Teilabschnitten der Schnellfahrstrecken Hannover–Würzburg und Mannheim–Stuttgart auf 280 km/h angehoben.
Die ersten ICE-2-Triebzüge wurden zum Fahrplanwechsel am 29. September 1996 fahrplanmäßig eingesetzt. Wie der ICE 1 waren sie anfangs in den sogenannten Produktfarben der Deutschen Bundesbahn lackiert, das heißt, sie hatten ursprünglich einen breiten Zierstreifen in Orientrot (RAL 3031) und einen schmalen Zierstreifen in Pastellviolett (RAL 4009). Die Fahrzeuge verkehrten dabei, ähnlich dem ICE 1, als Langzüge mit neun Wagen. Aufgrund der noch nicht ausgelieferten Speisewagen wurde in beiden Klassen ein Am-Platz-Service mit Speisen und Getränken angeboten. Diese Langzüge wurden auch als „Megazüge“ bezeichnet.
| Ordnungsnummer                  | TK    | [14]  | [12]  | [11]  | [10]  | [05]  | [04]  | [03]  | [02]  | [01]  | TK    |
| ------------------------------- | ----- | ----- | ----- | ----- | ----- | ----- | ----- | ----- | ----- | ----- | ----- |
| Blockzug (9 Wagen; ohne Bistro) | 402.0 | 805.3 | 805.0 | 805.0 | 806.3 | 806.0 | 806.3 | 806.3 | 806.6 | 806.6 | 402.0 |
| Blockzug (9 Wagen; mit Bistro)  | 402.0 | 805.3 | 805.0 | 805.0 | 807.0 | 806.0 | 806.3 | 806.3 | 806.6 | 806.6 | 402.0 |

1996 erbrachten die ICE-2-Triebzüge eine Leistung von 0,7 Millionen Zugkilometern, im Folgejahr 5,1 Millionen Zugkilometer.
Die Züge verkehrten zunächst zwischen Bremen und Frankfurt am Main. Durch die Auslassung aller bisherigen Zwischenhalte, außer Hannover, reduzierte sich die Fahrzeit auf dieser Relation dabei um zehn Minuten. Darüber hinaus wurden die Züge in Tagesrandlagen zwischen Dortmund und Frankfurt sowie zwischen Frankfurt und München eingesetzt. Zusätzlich konnte das Zugangebot zwischen Frankfurt und Berlin mit den neuen Triebzügen von neun auf 13 Zugpaare erhöht werden. Im Winterfahrplan 1996/97 wurden auch die ICE-Sprinter 990 und 993 zwischen München und Frankfurt am Main sowie der ICE 920 von München nach Frankfurt am Main mit ICE 2 bedient.
Ein ICE-2-Triebzug wurde im Frühjahr 1997 auf der 150-Jahr-Feier der Dänischen Eisenbahnen in Kopenhagen präsentiert.
Zum 1. Juni 1997 verkehrten die Züge als Langzüge zwischen Berlin und Köln, über Magdeburg. Ab Herbst 1997 kamen dabei auch Kurzzüge (mit Steuerwagen) zum Einsatz. Erstmals verkehrte damit in Europa ein Triebzug, der für 280 km/h bei Fahrten mit Steuerwagen und nachlaufendem Triebkopf zugelassen war.
| Ordnungsnummer                            | TK    | [x7]  | [x6]  | [x5]  | [x4]  | [x3]  | [x2]  | [x1] | [y1] | [y2]  | [y3]  | [y4]  | [y5]  | [y6]  | [y7]  | TK    |
| ----------------------------------------- | ----- | ----- | ----- | ----- | ----- | ----- | ----- | ---- | ---- | ----- | ----- | ----- | ----- | ----- | ----- | ----- |
| Langzug ohne Steuerwagen (12 Wagen; 1997) | 402.0 | 805.3 | 805.0 | 807.0 | 806.0 | 806.3 | 806.6 | -    | -    | 806.6 | 806.3 | 806.0 | 807.0 | 805.0 | 805.3 | 402.0 |

Ab 18. Januar 1998 verkehrten die ersten ICE-2-Halbzüge im Plandienst. So wurde unter anderem der ICE Sprinter 990 (Rhein-Sprinter) zwischen München und Frankfurt am Main mit einem ICE-2-Halbzug bedient. Der Großteil der Züge verkehrte dabei mit vorauslaufendem Triebkopf, da die Höchstgeschwindigkeit bei führendem Steuerwagen noch auf 200 km/h beschränkt war.
Nachdem die Inbetriebsetzung aller Steuerwagen abgeschlossen war, verkehrten ab 24. Mai 1998 (Fahrplanwechsel) ICE-2-Züge erstmals planmäßig mit einer Flügelung in Hamm. Bis heute verkehren dabei je zwei Zugteile vereinigt zwischen Berlin und Hamm und werden dort geteilt. Ein Teil verkehrt über Wuppertal nach Köln, der andere über das Ruhrgebiet (Düsseldorf u. a.) zum gleichen Ziel. Nachdem es zwischen Berlin und Düsseldorf (Linie 10) wiederholt zu Überbesetzungen gekommen war, wurden ab 12. Februar 1999 die ICE-Triebzüge der Linie 6B (Berlin–Magdeburg–Braunschweig) durch lokbespannte Garnituren ersetzt und damit die bis dahin nur mit einem Zugteil verkehrenden ICE 2 der Linie 10 im Wochenendverkehr um einen weiteren Zugteil verstärkt.
Ab dem Fahrplanwechsel Ende Mai 1998 verkehrten ICE 2 als so genannte Schnupper-ICE an Stelle von Wagenzügen auf der IC-Linie 1 zwischen Nürnberg und Dortmund, um die zuvor eingesetzten IC-Wagen für eine Modernisierung freizusetzen. Dieser bis September 1998 geplante Einsatz wurde nach dem ICE-Unglück von Eschede im Juni 1998 abgebrochen und die Triebzüge im ICE-1-Ersatzverkehr verwendet.

#### Sonderzug ICE 18952 „Claus Graf Stauffenberg“
| Ordnungsnummer                           | TK      | [x7]  | [x6]  | [x5]  | [x4]  | [x3]  | [x2]  | [x1] | [y1] | [y2]  | [y3]    | [y4]  | [y5]  | [y6]  | [y7]  | TK      |
| ---------------------------------------- | ------- | ----- | ----- | ----- | ----- | ----- | ----- | ---- | ---- | ----- | ------- | ----- | ----- | ----- | ----- | ------- |
| Sonderzug „Claus Graf Stauffenberg“ 1998 | 402 040 | 805.3 | 805.0 | 807.0 | 806.0 | 806.3 | 806.6 | –    | –    | 806.6 | 806 344 | 806.0 | 807.0 | 805.0 | 805.3 | 402 045 |

Zur feierlichen Inbetriebnahme der Schnellfahrstrecke Hannover–Berlin wurde ein Sonderzug aus zwei ICE-2-Triebköpfen sowie dreizehn ICE-2-Wagen (2 Speisewagen, 4 Wagen 1. Klasse, 7 Wagen 2. Klasse) gebildet. Der Eröffnung wohnten unter anderem Bundeskanzler Helmut Kohl, Bahnchef Johannes Ludewig und Berlins Regierender Bürgermeister Eberhard Diepgen bei. Dabei wurde im Ostbahnhof Berlin der Eröffnungs-ICE auf den Namen „Claus Graf Stauffenberg“ getauft, bevor der Zug um 11:37 Uhr als ICE 18952 Richtung Hannover über Stendal und Wolfsburg abfuhr. Der Name des Zuges wurde von Helmut Kohl am Mittelwagen 806 344 enthüllt. Der mit einer Ausnahmezulassung für 310 km/h verkehrende Zug erreichte bei Schönhausen eine Spitzengeschwindigkeit von 306 km/h. In Stendal und Wolfsburg legte der Zug jeweils etwa rund zehnminütige Zwischenhalte ein.

### Weitere Entwicklung

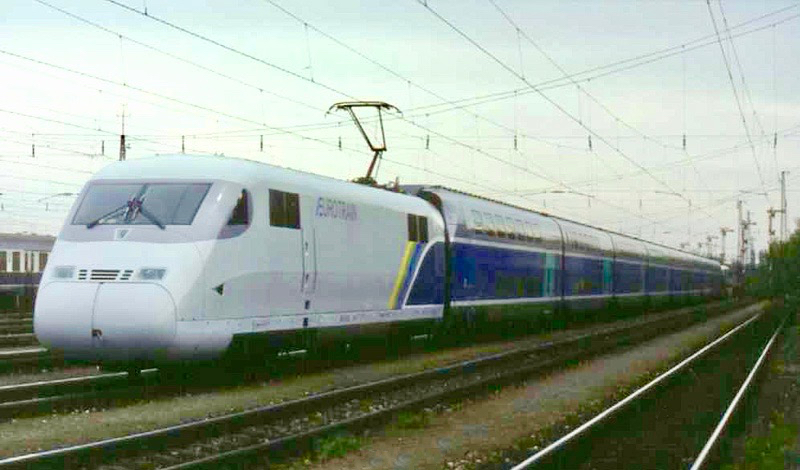
Der Eurotrain, ein zeitweilig aus ICE-2-Triebköpfen und TGV-Duplex-Mittelwagen zusammengestellter Demonstrationszug, im April 1998 in München

Im Rahmen des Eurotrain-Projekts wurden zu Demonstrationszwecken 1998 TGV-Duplex-Mittelwagen mit den ICE-2-Triebköpfen 402 042 und 402 046 verbunden. Versuche, derartige ICE-TGV-Kombinationen auf asiatischen Märkten zu verkaufen, scheiterten.
Ab Anfang 2001 wurde in einem ICE-2-Mittelwagen ein von Bombardier-Talbot entwickeltes Drehgestell erprobt, das aus einer seit 1993 bestehenden Kooperation von DB und Japan Railways hervorgegangen war.
Bis zum Jahreswechsel 2004/2005 hatte die ICE-2-Flotte rund 140 Millionen Kilometer zurückgelegt, einzelne Triebzüge bis zu 3,5 Millionen Kilometer.
Ein Triebzug wurde 2007 im Rahmen des Projekts „Fahrzeugseitige Überwachung der Infrastruktur im Regelbetrieb“ mit Sensoren ausgerüstet, die im Regelbetrieb bis zu 2000-mal pro Sekunde Daten zur Gleislage erfassen und übermitteln. Bis zum Januar 2015 legte er über 5,3 Millionen Kilometer störungsfrei zurück.
Nachdem das Eisenbahn-Bundesamt die Kontrollintervalle für Radsätze auf 20.000 km begrenzen wollte, halbierte die Deutsche Bahn die Intervalle freiwillig von bislang 570.000 km auf 250.000 bis 300.000 km. Im Februar 2011 halbierte die Deutsche Bahn das Intervall nach eigenen Angaben nochmals.
Ende Dezember 2012 schrieb die Deutsche Bahn die Umrüstung von zunächst zwei ICE-2-Triebköpfen von GTO-Stromrichtern auf solche mit IGBT-Technik aus. Eine Option sah die Ausrüstung der übrigen 44 Triebköpfe vor. Der Auftrag wurde für 22 Millionen Euro an Mitsubishi vergeben, eine Erprobung an einem Triebzug fand Ende 2015 auf dem Eisenbahnversuchsring Velim statt. Die beim Umbau freiwerdenden GTO-Stromrichter sollen als Ersatzteile für 39 ICE-1-Triebzüge dienen, die keine IGBT-Stromrichter mehr erhalten sollen.
Während der COVID-19-Pandemie in Deutschland diente ein ICE-2-Großraumwagen (802 907) einem Forschungsprojekt, in dessen Rahmen die Ausbreitung von Aerosolen in Schienenfahrzeugen untersucht wurde.

### Redesign

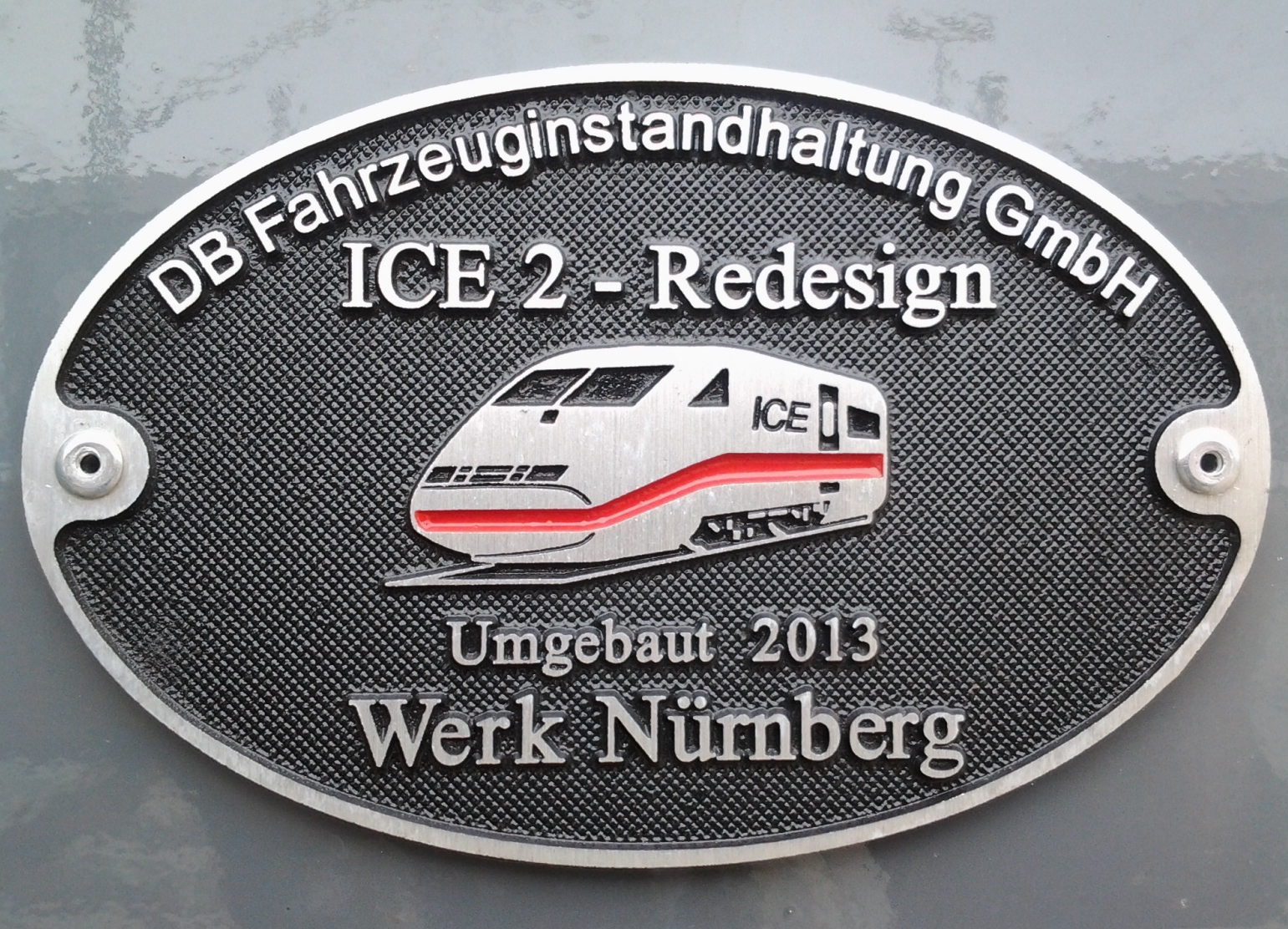
ICE-2-Redesign-Umbauschild

Bis 2008 hatten die Triebzüge bis zu acht Millionen Laufkilometer zurückgelegt und damit die vorgesehene Leistung erreicht. Die Deutsche Bahn prüfte, die Triebzüge (ähnlich dem Redesign des ICE 1) für weitere 15 Betriebsjahre zu ertüchtigen. Im Herbst 2009 begann die wirtschaftliche Bewertung verschiedener Varianten für das Projekt. Dabei wurde auch erwogen, zusätzliche Sitzplätze einzubauen.
Mitte Mai 2009 schrieb die Deutsche Bahn die Beschaffung von rund 17.000 Sitzen, 1.600 Tischen sowie Restaurantsitzen für alle 44 Bordrestaurants aus. Die Umrüstung eines Musterzuges begann im Oktober 2010. Er wurde im Februar 2011 vorgestellt. Bis Mitte Dezember 2011 waren 16 Triebzüge umgerüstet, Ende 2012 war die Umrüstung von 38 von 44 Triebzügen fertiggestellt. Im August 2013 verließ der letzte modernisierte Triebzug das DB-Werk in Nürnberg.

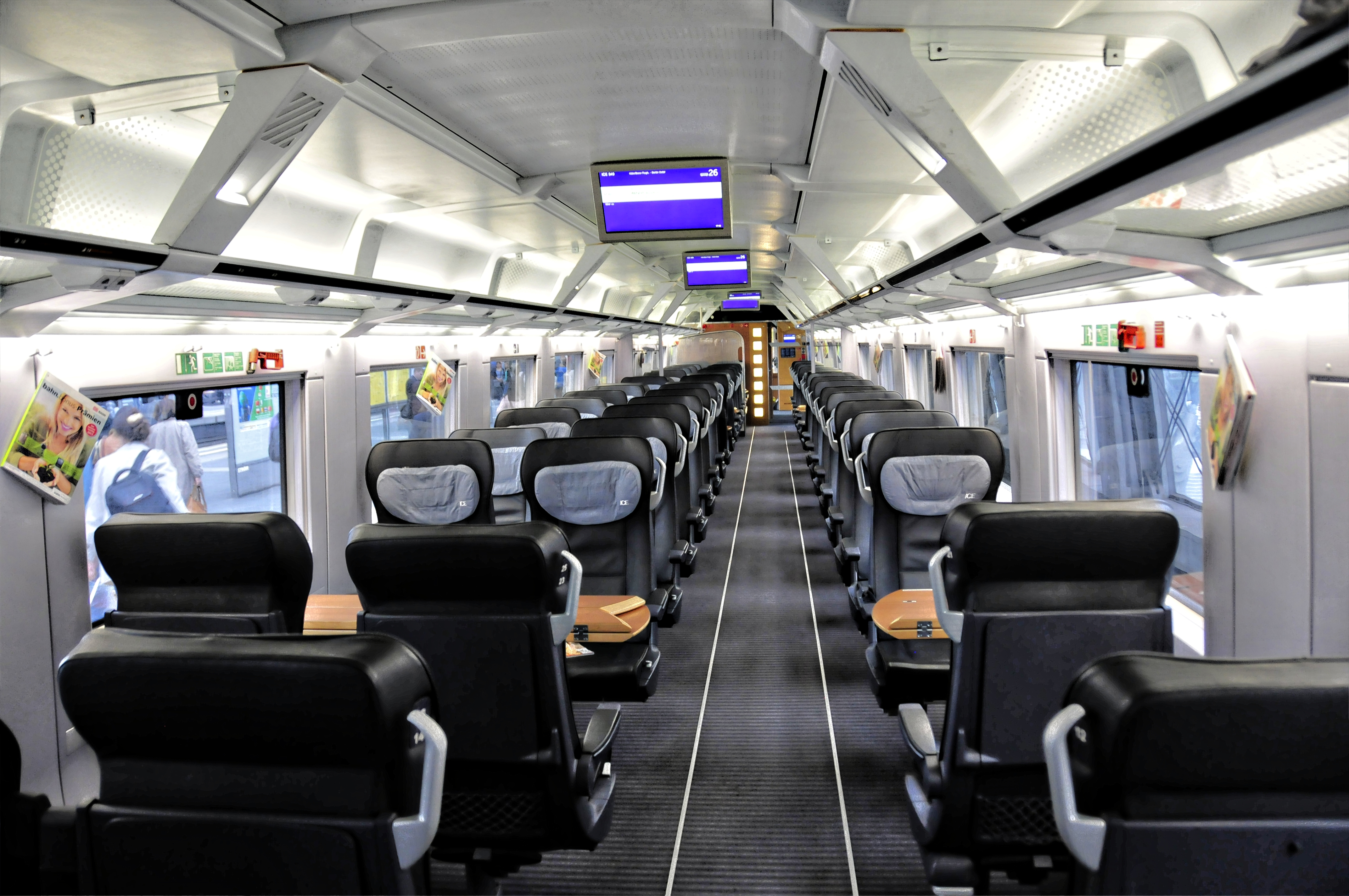
Großraumwagen nach Renovierung (1. Klasse)

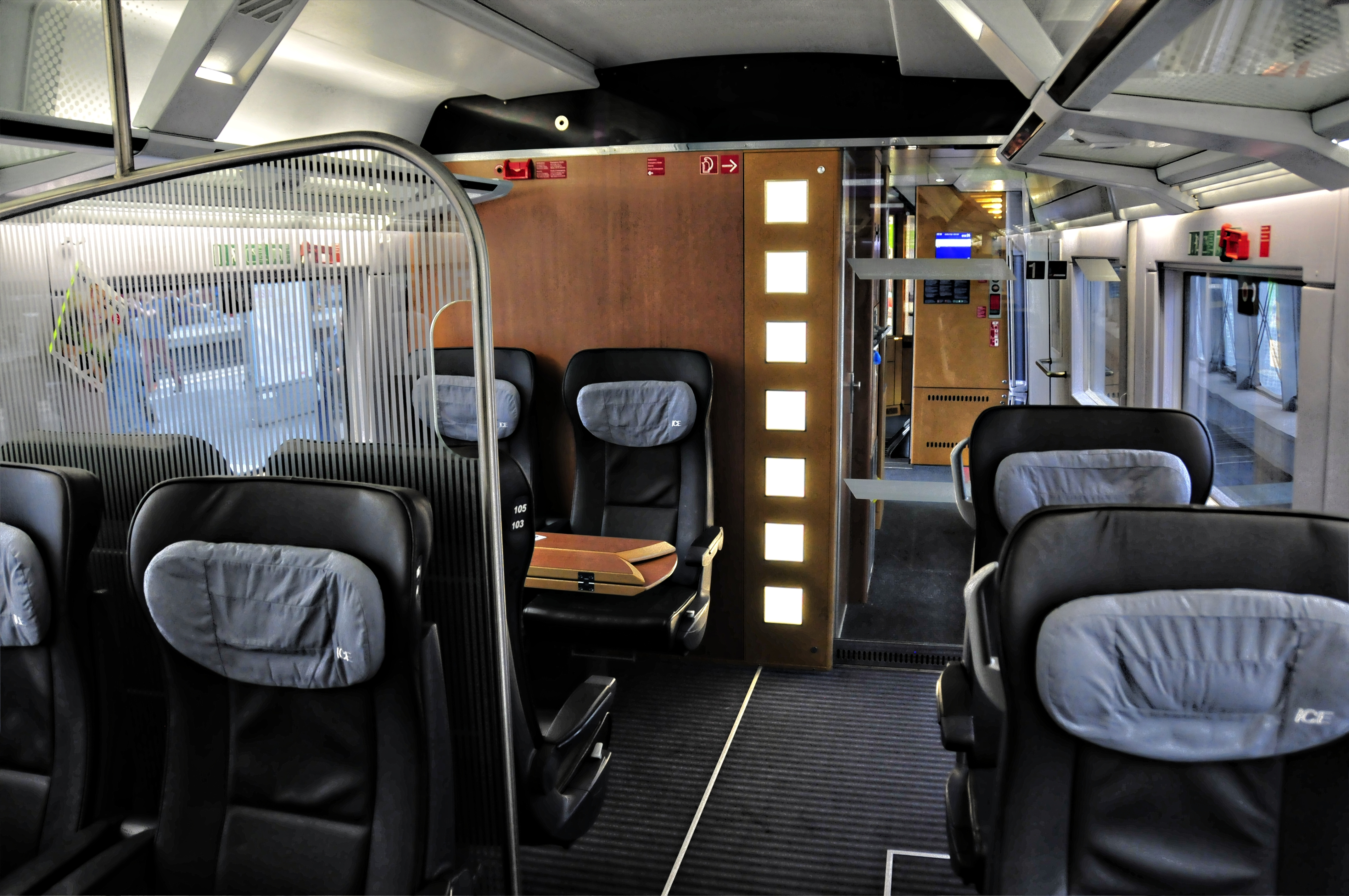
Abteilähnlicher Bereich in der 1. Wagenklasse

Für jeden Triebzug standen bis zu fünf Wochen Arbeitszeit zur Verfügung. Jeder Wagen wurde dabei in mehr als 12.000 Einzelteile zerlegt. Als erster Triebzug wurde Tz 232 umgebaut. Die Umrüstung der 46 Triebköpfe, 45 Steuerwagen und 264 Mittelwagen kostet nach Bahnangaben mehr als 100 Millionen Euro. Davon entfielen 40 Millionen Euro auf Ersatzteile und Ausstattung. Im Ausbesserungswerk Nürnberg sollten 320 Arbeitsplätze durch das Projekt gesichert werden.
Die Zahl der Sitzplätze wurde im Zuge des Redesigns von 368 auf 381 erhöht. Die neuen Sitzmöglichkeiten wurden an Stelle der bisherigen Garderoben und des Klettergerüsts im Kinderabteil geschaffen. Der Sitzabstand blieb unverändert. Die neuen Sitze des Typs Fainsa MD ICE können in ihrem Neigungswinkel nach vorne hin verändert werden. Dadurch werden andere Fahrgäste beim Zurücklehnen nicht mehr im bisherigen Maße gestört.
Im Rahmen des Redesigns wurde in beiden 1. Klasse-Wagen jeweils ein abgetrennter Bereich mit vier Sitzplätzen geschaffen. Diese werden bei Reservierungen als Abteilplätze geführt. In der 2. Wagenklasse gibt es bis auf das Kleinkindabteil weiterhin ausschließlich Sitzplätze in Großraum.
An jedem Sitzplatz der 1. Klasse wurde eine Steckdose eingerichtet, in der 2. Klasse eine Steckdose je Doppelsitz. Pro Zug wurden ferner zwei neue Rollstuhlplätze mit Hubtisch und Serviceruftaste eingerichtet. Zur Fahrgastinformation kommen in den 44 Zügen insgesamt 1280 TFT-Monitore in Deckengondeln zum Einsatz.
Darüber hinaus wurden unter anderem 17.000 Quadratmeter Teppichboden, 5100 Rollos, 3200 Tische und 40.000 Quadratmeter Lackierung erneuert. Die Züge wurden mit Hotspot-Internetzugang ausgerüstet. Im Zuge des Redesigns wurden die Schlingerdämpfer der Züge ersetzt, um die Belastung der Wagenkästen zu vermindern.

## Betrieb

### Aufbau der Halbzüge
| Ordnungsnummer               | TK    | [x7]  | [x6]  | [x5]  | [x4]  | [x3]  | [x2]  | [x1]  |
| ---------------------------- | ----- | ----- | ----- | ----- | ----- | ----- | ----- | ----- |
| Halbzug (7 Wagen; 1998–2011) | 402.0 | 805.3 | 805.0 | 807.0 | 806.0 | 806.3 | 806.6 | 808.0 |
| Redesign (7 Wagen; 2012)     | 402.0 | 805.3 | 805.0 | 807.0 | 806.0 | 806.3 | 806.6 | 808.0 |

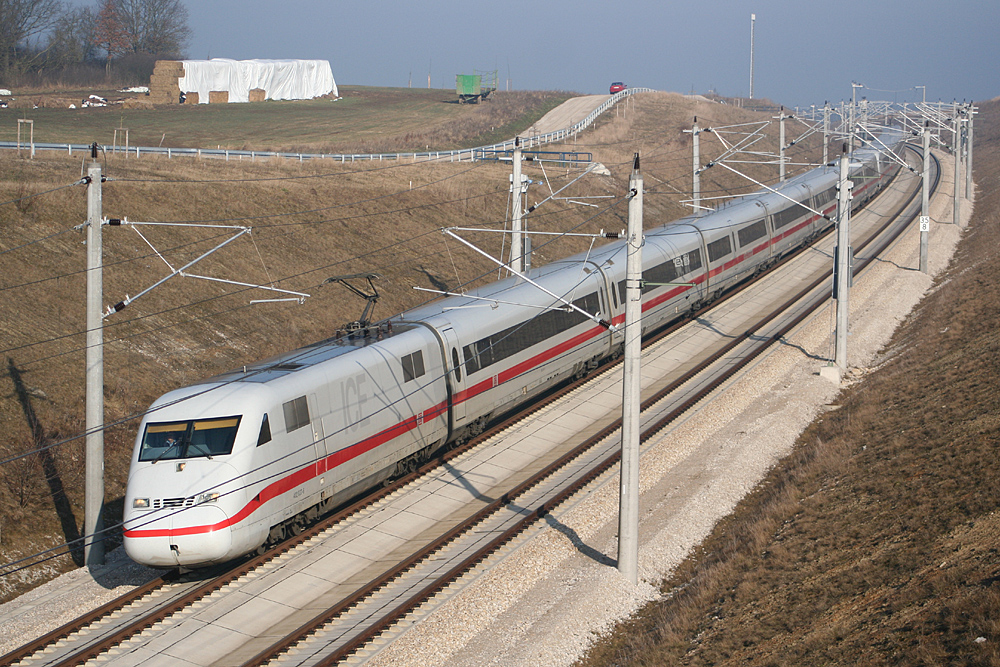
Ein ICE-2-Doppelzug auf der Schnellfahrstrecke Nürnberg–Ingolstadt

Zur besseren Anpassung an die Nachfrage wurden die Triebzüge der Baureihe 402, im Gegensatz zur Baureihe 401, als Halbzüge konzipiert. Je zwei ICE-2-Triebzüge können untereinander mittels einer vollautomatischen Scharfenbergkupplung zu einer Doppeltraktion gekuppelt werden. Beide Zugteile besitzen je einen Triebkopf der Baureihe 402 und einen Steuerwagen der Baureihe 808; die Mittelwagen haben die Baureihennummern 805.0/805.3 (erste Klasse), 806.0 (Kleinkindabteil und Rollstuhlstellplatz), 806.3 (Großraum Nichtraucher), 806.6 (Großraum, ehemals Raucher), alle zweite Klasse, und 807 (Servicewagen mit Bordrestaurant mit Zugbegleiterabteil und barrierefreiem WC). 1993 fanden Versuchsfahrten mit dem InterCityExperimental statt, um zu prüfen, ob geöffnete Kupplungsklappen bei Zugbegegnungen im Tunnel weggedrückt werden könnten.
Die Züge wurden durchgehend als Großraumbereiche gestaltet. Mit Ausnahme des Kleinkindabteils wurden keine Abteile eingerichtet. Die Züge verfügen über 368 Sitzplätze im Großraumbereich (davon 52 im Steuerwagen), sowie 23 Sitzplätze im Speisewagen. Die Gestaltung der Mittelwagen erlaubt einen einfachen Umbau der Bestuhlung zwischen 1. und 2. Klasse.

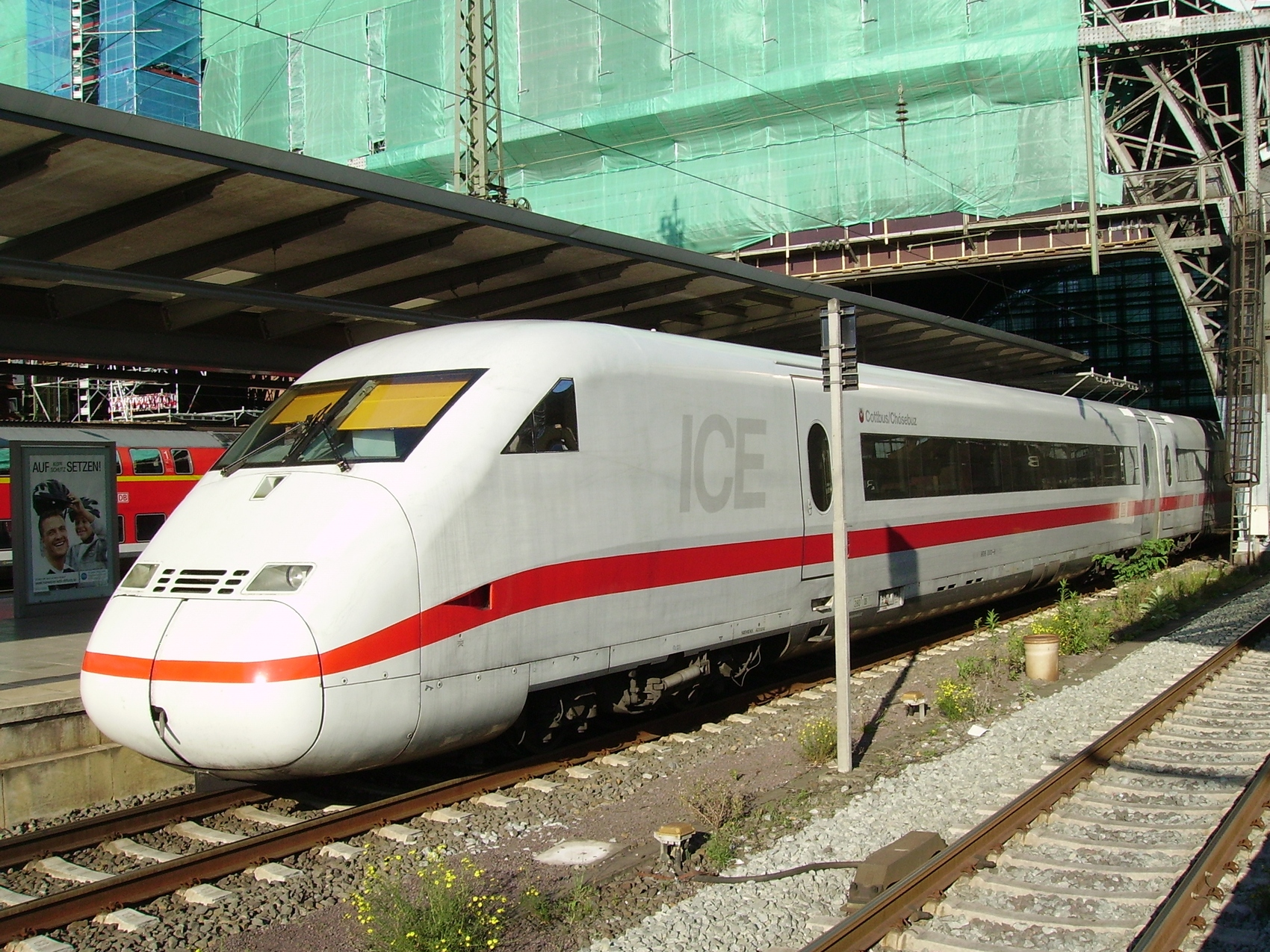
ICE-2-Steuerwagen der Baureihe 808 in Bremen

Prinzipiell ist ein ICE 2 ein Wendezug mit einer „Lokomotive“ und einem Steuerwagen. Weil die Garnitur betrieblich nicht trennbar ist, erfüllt sie jedoch die Definition eines Triebzugs. Steuerwagen voraus fahrende ICE-2-Halbzüge sind die schnellsten geschobenen Züge in Deutschland.

### Betrieb bei Seitenwind

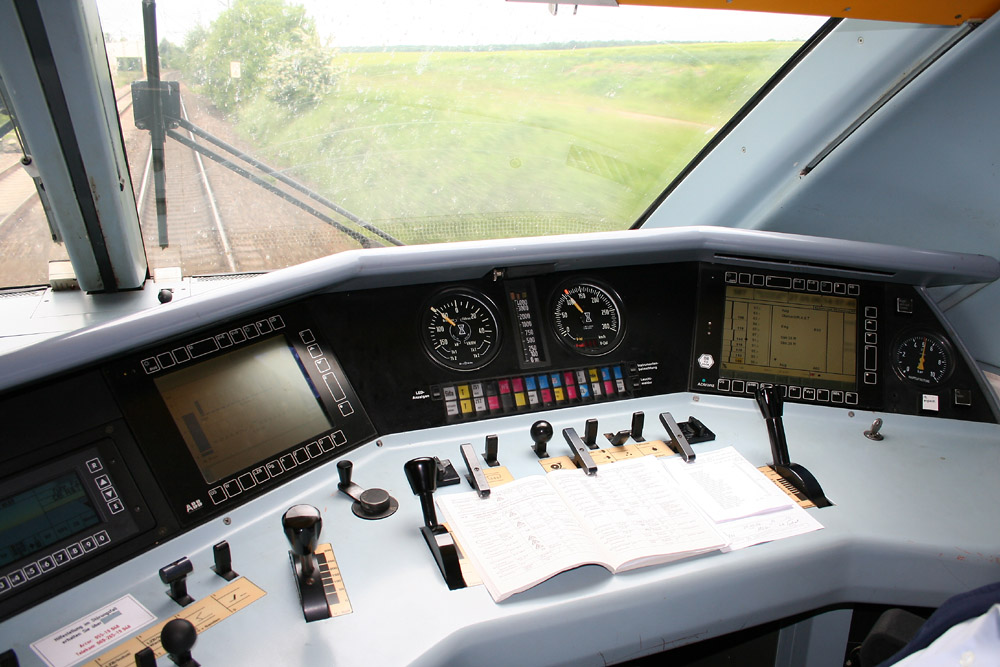
Führerstand eines ICE 2

In den ersten Betriebsjahren galten die Züge bei geschobener Fahrt (Steuerwagen in Fahrtrichtung vorne) als sehr seitenwindempfindlich. Die Höchstgeschwindigkeit war daher durch das Eisenbahn-Bundesamt ab Anfang 1998 bei führendem Steuerwagen auf 200 km/h beschränkt, wobei die Züge auf Neubaustrecken üblicherweise in Doppeltraktion, mit den beiden Steuerwagen in der Mitte, verkehrten. Zur Zulassung höherer Geschwindigkeiten wurden seitenwindgefährdete Bereiche untersucht. Zum Fahrplanwechsel am 29. September 1998 war der Nachweis für die Schnellfahrstrecke Hannover–Berlin erbracht – mit Ausnahme zweier seitenwindgefährdeter Bereiche wurde die zulässige Höchstgeschwindigkeit von 200 auf 250 km/h angehoben. Diese seitenwindgefährdeten Bereiche machen insgesamt rund 60 km Länge aus.
Untersuchungen zeigten später, dass das Seitenwindrisiko örtlich sehr unterschiedlich ausgeprägt und auf einzelne Streckenabschnitte konzentriert ist. In diesen Abschnitten blieb die zulässige Höchstgeschwindigkeit bei geschobenen Steuerwagen auf 200 km/h beschränkt. Ein Windwarnsystem war darüber hinaus geplant, um auch in kritischen Abschnitten bei entsprechender Windlage die Höchstgeschwindigkeit zuzulassen. Auf der Schnellfahrstrecke Hannover–Berlin wurde die Begrenzung im Mai 2000 aufgehoben. Bei Stendal wurde der Prototyp einer ortsfesten Messstation erprobt. Später sollte die zulässige Geschwindigkeit über die Linienzugbeeinflussung verringert werden. Neben stationären Messstationen wurde auch die Aufstellung von Windschutzzäunen untersucht. Dieses Konzept wurde letztlich auch umgesetzt und damit Geschwindigkeitsbegrenzungen grundlegend vermieden. Der Ansatz mit Messstationen wurde nicht weiter verfolgt.
Bereits bei der Projektierung der Züge, 1994, hatte das Eisenbahn-Bundesamt der Deutschen Bahn zur Auflage gemacht, an windkritischen Stellen Messeinrichtungen aufzubauen und die Geschwindigkeit bei geschobenen Zügen im Gefahrfall auf 200 km/h herabzusetzen.
Die Höchstgeschwindigkeit der Züge ist davon abhängig, ob sie einzeln oder in Doppeltraktion verkehren. Weiterhin gilt für Züge mit Steuerwagen voraus aufgrund der erhöhten Windanfälligkeit eine geringere Geschwindigkeit. Es ergeben sich folgende mögliche Höchstgeschwindigkeiten:
- Einzeltraktion:
  - Triebkopf voraus: 280 km/h
  - Steuerwagen voraus: 250 km/h
- Doppeltraktion:
  - Steuerwagen an Steuerwagen gekuppelt: 280 km/h
  - Steuerwagen an Triebkopf gekuppelt, Triebkopf voraus: 280 km/h
  - Steuerwagen an Triebkopf gekuppelt, Steuerwagen voraus: 250 km/h
  - Triebkopf an Triebkopf gekuppelt: 160 km/h, auf Strecken mit Oberleitungen mit verstärkter Aufhängung (Schnellfahrstrecken) 200 km/h

Der Grund für die verringerte Höchstgeschwindigkeit von in Doppeltraktion verkehrenden Zügen, welche mit beiden Triebköpfen aneinander gekuppelt werden, liegt in der Vermeidung von mechanischen Überlastungen der Oberleitung. Um die Oberleitungen zu schonen, muss ein Mindestabstand von 200 Metern zwischen aktiven Stromabnehmern eingehalten werden. Außerdem soll ein durch starkes Aufschaukeln der Oberleitung erzeugter Kontaktabriss mit Lichtbogenbildung verhindert werden.

### Unterschiede zwischen ICE 1 und ICE 2

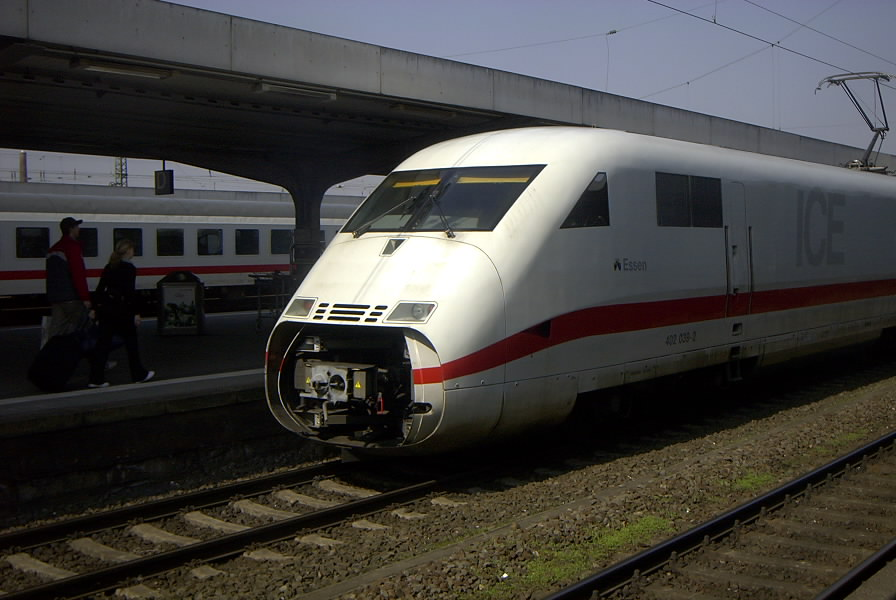
ICE 2 mit geöffneter Bugklappe, Scharfenbergkupplung

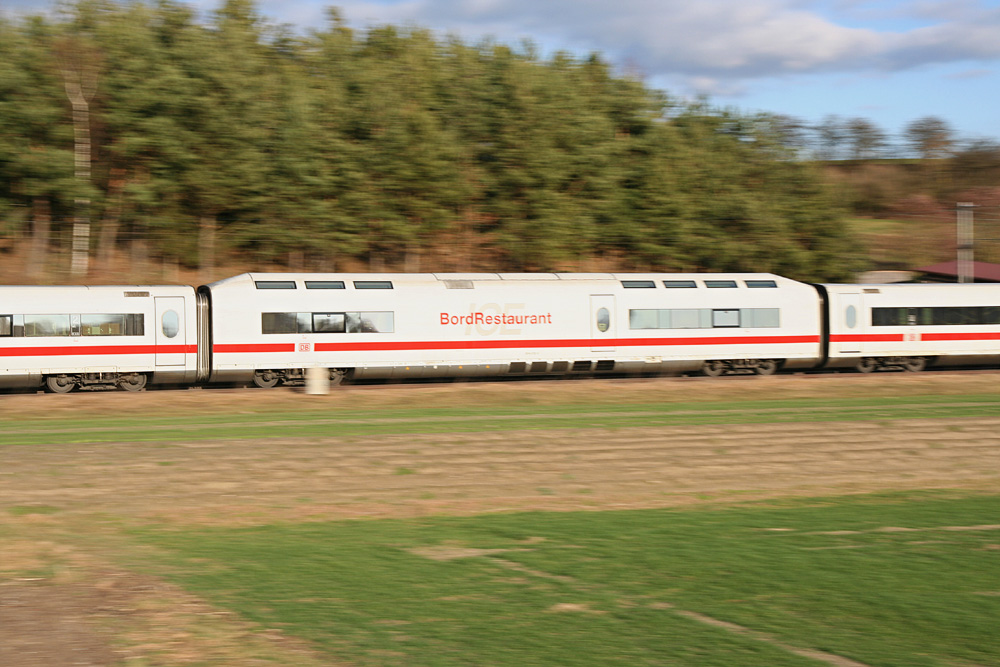
ICE 1-Speisewagen mit charakteristischem „Buckel“, welcher im ICE 2 entfallen ist.

Der ICE 2 ist dem ICE 1 von außen optisch sehr ähnlich. Unterscheiden kann man die beiden Züge beispielsweise an der Bugklappe, die bei 402-Triebköpfen geteilt ist, beim ICE erster Generation jedoch nicht. Charakteristisch ist ein aus der Frontschürze des Triebkopfes herausstehender großer Holm („Greifer“ genannt), der ein Teil der Scharfenbergkupplung ist und zu deren Ausrichtung dient, sowie das Dach des BordRestaurants oder BordBistros, welches beim ICE 1 erhöht ausgeführt worden war. Der im ICE 2 eingesetzte Steuerwagen unterscheidet sich vom Triebkopf dadurch, dass er einen Fahrgastraum enthält (bis 2007 das Raucher-Abteil der zweiten Klasse) und außerdem keinen Stromabnehmer sowie keinen Motor besitzt. Das Wageninnere unterscheidet sich deutlich vom ICE 1, obwohl die Wagen fast baugleich sind. Charakteristisch für den ICE 2 sind die – im Vergleich zur ICE-1-Ursprungsbestuhlung – komplett anderen Sitze in Leichtbauweise (Flugzeug-Sitzen ähnlich), die elektronischen Sitzplatzreservierungsanzeigen, sowie die großen Fahrgastinformationsmonitore in Form von Gondeln an der Wagendecke.
Die Laufdrehgestelle des ICE 1 der Bauart MD 530 besaßen Schraubenfedern, die in Verbindung mit Monobloc-Rädern für Vibrationen im Innenraum des Fahrzeugs sorgten. Für den ICE 2 wurden daher bei verschiedenen Herstellern Versuchsdrehgestelle angefragt, testweise unter den ICE-1-Triebzug 172 montiert und im Fahrgastbetrieb erprobt. Hierbei wurden Drehgestelle der Unternehmen Asea Brown Boveri, Simmering-Graz-Pauker, Linke-Hofmann-Busch, SIG, Messerschmitt-Bölkow-Blohm und der Waggonfabrik Uerdingen verwendet. Im Vergleich zum mitsamt der Magnetschienenbremse 7,4 t schweren Minden-Deutz-Drehgestell des ICE 1 war in der Ausschreibung eine Gewichtsersparnis von 1,5 t gefordert. Durchsetzen konnte sich schließlich der Entwurf von Simmering-Graz-Pauker mit der Bezeichnung „SGP 400“. In der Sekundärstufe wird eine Luftfederung zur Verbesserung des Fahrkomforts verwendet, außerdem sind mehrere hydraulische Schlingerdämpfer eingebaut. Die Lagerung des Radsatzes erfolgt über Kegelrollenlager. Gefertigt wurden die Laufdrehgestelle neben dem SGP-Werk in Graz auch im ABB-Werk in Siegen und im DWA-Werk in Vetschau.
Zu den wesentlichen Neuerungen gegenüber dem ICE 1 zählt des Weiteren ein Fahrgastinformationssystem mit Zuglaufanzeigen im Einstiegsbereich und Großdisplays an beiden Enden der Großraumwagen sowie ein elektronisches Reservierungssystem mit Digitalanzeigen über jedem Sitzplatz. Im Großraumbereich wurde an jedem Tisch eine Steckdose angebracht, an allen Reihensitzen der 1. Klasse wurden Videobildschirme installiert. Zu den Neuerungen zählt auch ein Familienabteil mit Spielgeräten.
Das Gewicht jedes Mittelwagens wurde gegenüber dem ICE 1 um etwa fünf Tonnen reduziert, unter anderem durch einen spantenfreien Rohbau des Wagenkastens, die Verwendung neuer Werkstoffe und durch Optimierungen an der Energieversorgung sowie die neuen Leichtbau-Drehgestelle und -Magnetschienenbremsen. Gegenüber dem ICE 1 wurden die Dachkanten des ICE 2 stärker abgerundet. Durch die Verwendung schlankerer Sitze aus Aluminium (zuvor Stahl) wurde das Gewicht der Sitze von jeweils rund 50 auf rund 25 kg gesenkt.

### Einsatz und besondere Vorkommnisse

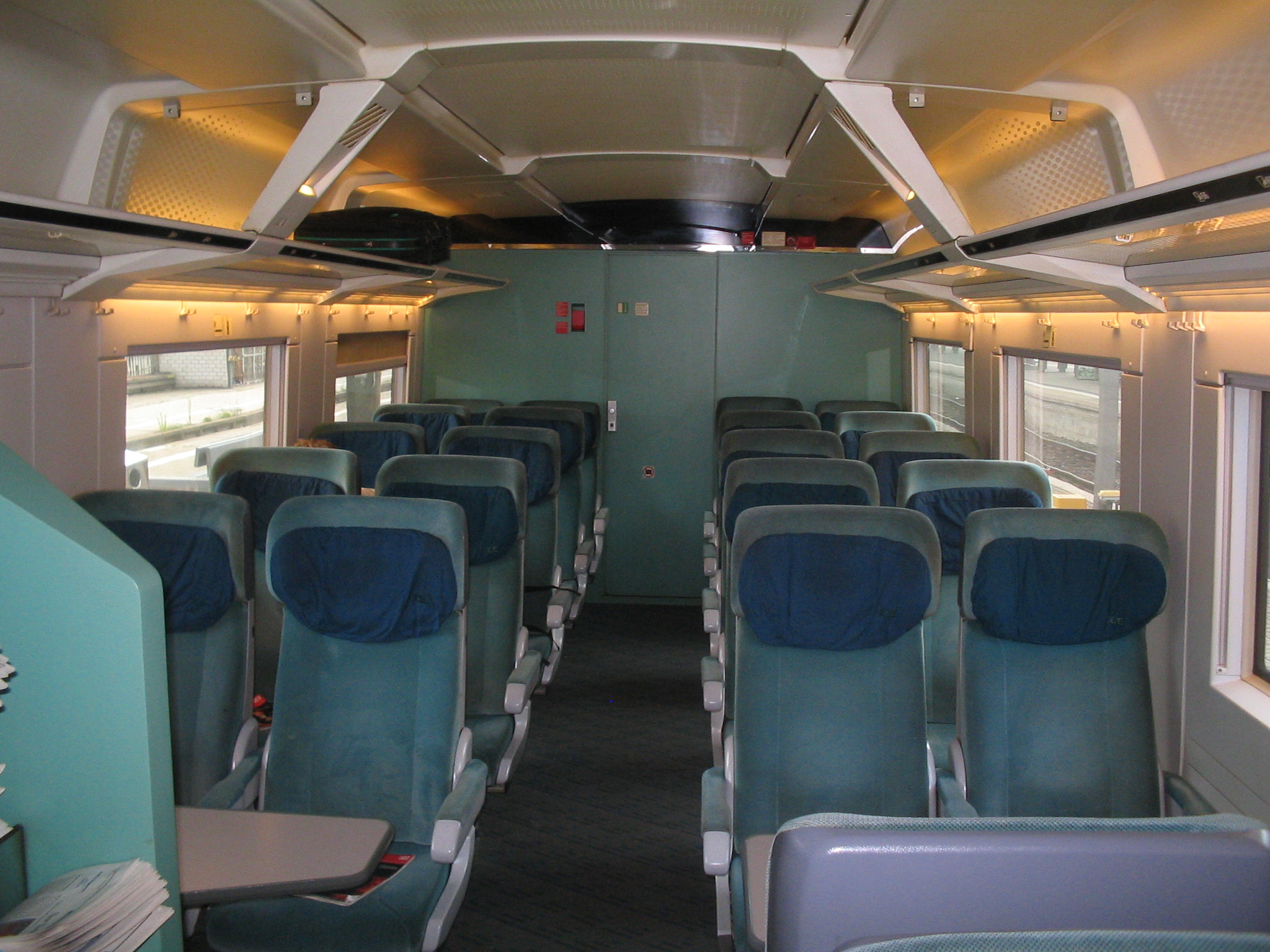
Fahrgastraum Steuerwagen (vor dem Redesign); hinter der Rückwand befinden sich Einrichtungen für die Bremse und der Führerraum

Durch das Flügelzugkonzept wird eine Flügelung ermöglicht, wie sie bei Zügen auf der Relation Berlin–Köln vorgenommen wird. In Hamm werden die bis dahin aus zwei 200-m-ICE-2-Triebzügen gebildeten Züge geteilt und fahren jeweils über Dortmund, Essen, Duisburg und Düsseldorf, einzelne Züge weiter zum Bahnhof Köln/Bonn Flughafen bzw. über Hagen, Wuppertal nach Köln, einzelne Züge weiter nach Bonn und Koblenz. Das gleiche Konzept gilt auch bei einigen Zügen auf der Strecke von München nach Bremen und Hamburg. Hier werden die Züge in Hannover geteilt. In umgekehrter Richtung werden die Zugteile wieder gekuppelt.
Mit Fertigstellung der neu zu entwickelnden Steuerwagen wurde das Flügelzugkonzept zum Fahrplanwechsel im Mai 1998 wirksam. Damit wurden ICE-1-Langzüge für den Einsatz auf nachfragestarken Verbindungen frei. Mit den kürzeren Zügen konnten auch weniger nachfragestarke Verbindungen wirtschaftlich bedient und mehr umsteigefreie Verbindungen angeboten werden.
Ab Dezember 2000 wurden darüber hinaus zeitweilig vier Zugpaare zwischen Hamburg und Berlin mit ICE 2 gefahren. Mit dem Fahrplanwechsel im Dezember 2008 wurde ein ICE-2-Zugpaar zwischen Lübeck, Hannover und München eingesetzt. Neu eingerichtet wurde ein ICE-2-Zug, der morgens in Aachen startet, in Hamm mit einem weiteren Zugteil vereinigt wird und weiter nach Berlin fährt.
Die 44 Triebzüge waren zunächst im ICE-Werk München beheimatet. Zum 1. Juni 2000 wurden die Züge an das Bahnbetriebswerk Berlin-Rummelsburg übergeben.
Am 19. Januar 1999 entgleisten zwei Wagen des Triebzugs 241 im Hauptbahnhof Hannover aufgrund eines gebrochenen Weichenherzstücks. Verletzt wurde niemand, der Sachschaden wurde auf 300.000 D-Mark geschätzt.
Seit Mai 1999 verkehren die Züge darüber hinaus zwischen Hamburg/Bremen und München, mit einer Flügelung in Hannover. Im Frühsommer 1999 begann die Ausrüstung der Züge mit einer neuen Kupplungssoftware, nachdem es zuvor zu häufigen Problemen beim Kuppeln gekommen war.
Am 4. Juli 2008 brannte, nach Schweißarbeiten, auf dem Gelände des ICE-Betriebswerkes Berlin-Rummelsburg der Triebkopf 402 032 und wurde dabei beschädigt.
Im Sommer 2009 kam es kurz hintereinander zu drei Bränden an ICE-2-Triebköpfen: in Hannover (9. Juli), in Bielefeld (31. August) und Berlin-Spandau (7. August). Das Eisenbahn-Bundesamt untersuchte die Vorfälle und sah kein grundsätzliches technisches Problem.
Im Juli 2010 fielen bei Außentemperaturen von bis zu 38 Grad sukzessive die Klimaanlagen in neun Wagen des ICE 846/856 (Triebzüge 201 und 213) von Berlin nach Köln aus. Daneben hatte das Zugpersonal in drei Wagen zum Neustart der Anlagen die Frischluftzufuhr abgeschaltet. In Verbindung mit einer Überbesetzung des Zuges kam es zu einem Hitzestau und steigenden Temperaturen in mehreren Wagen. 27 Reisende erlitten Atemnot, Kreislaufbeschwerden und -zusammenbrüche, 9 Personen wurden in Krankenhäuser eingeliefert. Laut einer internen Störfallanalyse seien in einem Energieversorgungsblock des Zuges bis zu 61 Grad gemessen worden.
Am 4. Dezember 2018 kam es beim Triebkopf 402 012 in Hannover Hauptbahnhof zu einem Schwelbrand im Maschinenraum.
Während der COVID-19-Pandemie in Deutschland wurde zeitweise ein Teil der zwischen Köln und Berlin eingesetzten Züge aufgrund geringer Nachfrage abgezogen und als Ersatz für vorübergehend abgestellte ICE 1 eingesetzt. Ab Mai 2020 wurden die Züge auf der Linie wieder aus zwei ICE-2-Triebzügen gebildet.

### ICE-2-Langzug als kurzfristiger ICE-4-Ersatz
Um die betrieblichen Auswirkungen des ICE-4-Abnahmestopps abzumildern, setzte die Deutsche Bahn ab dem 3. Juli 2019 einen ICE-2-Langzug auf der Strecke von Hamburg über Hannover, Kassel, Würzburg und Nürnberg nach München ein. Dieser bestand neben den zwei Triebköpfen aus neun Mittelwagen und fuhr in einem eintägigen Umlauf als ICE 2797 und ICE 2862 als Ersatz für ICE 587 und 782.
| Ordnungsnummer                                      | TK      | 27      | 26      | 25      | 24      | 23      | 22      | 21      | 29      | 28      | TK      |
| --------------------------------------------------- | ------- | ------- | ------- | ------- | ------- | ------- | ------- | ------- | ------- | ------- | ------- |
| Langzug (9 Wagen); Triebzugnummer 229; Einsatz 2019 | 402 029 | 805 325 | 805 028 | 807 026 | 806 039 | 806 339 | 806 629 | 806 608 | 806 615 | 806 305 | 402 046 |

Ab dem Fahrplanwechsel im Dezember 2019 fuhr ein neunteiliger ICE 2 als ICE 924/923 auf der Relation Hamburg – Köln – Frankfurt. Der Triebzug war letztmals am 22. Februar 2020 im Einsatz. Wenige Tage später war der Triebzug 229 wieder mit der typischen Konfiguration unterwegs.

## Ersatz durch neue Züge
Unter dem Arbeitstitel ICx (inzwischen als ICE 4 bezeichnet) schrieb die Deutsche Bahn im Sommer 2008 einen Rahmenvertrag aus, in dessen Rahmen auch die ICE 2 um etwa 2025 ersetzt werden sollten. 2018 behauptete eine Gewerkschaft, dass die Ausmusterung der Züge ab etwa 2022 geplant sei. In einer 2020 vorgestellten Präsentation zur Entwicklung der Flotte im Fernverkehr wurde allerdings auch für das Jahr 2026 die Zahl von 44 ICE-2-Triebzügen (= ausgelieferte Züge) angegeben. Nach Angaben von Mitte 2022 sollten auch im Jahr 2029 noch alle 44 ICE-2-Triebzüge im Einsatz sein.
Als einzige ICE-Triebzüge sollen die ICE 2 keine ETCS-Ausrüstung erhalten. Im April 2024 wurde bekannt, dass alle ICE-2-Züge bis 2027 ausgemustert werden sollen. Als erster Triebzug wurde Tz 205 „Zwickau“ ausgemustert. Im Jahr 2024 sollen fünf, im Jahr 2025 sollen weitere elf und in den Jahren 2026 und 2027 soll der Rest der Flotte abgestellt werden. Stand Januar 2025 sind fünf Triebzüge nicht mehr im Fahrgasteinsatz: 205 (letzter Einsatz 15. März 2023), 216 (letzter Einsatz 14. Juli 2024), 227 (letzter Einsatz 1. September 2024), 203 (letzter Einsatz 10. September 2024) und 209 (letzter Einsatz 5. Januar 2025).

## Einzelübersicht der Triebzüge
Zwischen 2002 und 2011 wurden alle ICE-Züge der Baureihe 402 mit Namen von Städten versehen, welche eine Patenschaft übernahmen. Im Folgenden eine Auflistung der Zuordnung von Triebzugnummer (2xx – außen, oberhalb der Drehgestelle angeschrieben) und Städtenamen. Darüber hinaus trug ein Großteil der Triebköpfe und Steuerwagen zwischen 2019 und 2023 für einige Zeit einen grünen Zierstreifen mit der Aufschrift „Deutschlands schnellster Klimaschützer“. Seit Frühjahr 2022 werden alle grünen Zierstreifen und Klimaschutz-Schriftzüge bei Instandhaltungsarbeiten wieder durch normale rote Streifen ersetzt, eine Erneuerung der Beklebung findet nicht mehr statt.
| Triebzugnummer Name                                                                   | Abnahme Redesign Ausmusterung    | Umbauten oder Umrüstungen               | zugeordneter Triebkopf | zugeordneter Steuerwagen (BR 808) | Bemerkung0 |
| ------------------------------------------------------------------------------------- | -------------------------------- | --------------------------------------- | ---------------------- | --------------------------------- | --- |
| Tz 201 Rheinsberg (seit 15.10.2005)                                                   | 20.11.1997 21.09.2012            | Ausstattung mit WLAN-HotSpots (railnet) | 402 001                | 808 001                           | Der Steuerwagen 808 001 diente als Umbauprototyp für das Redesign und fuhr schon vor dem ersten Redesign-Zug mit veränderter Innenausstattung. |
| Tz 202 Wuppertal (seit 01.07.2003)                                                    | 17.11.1997 16.08.2013            | Ausstattung mit WLAN-HotSpots (railnet) | 402 002g               | 808 002g                          | Letzter Redesign-Zug |
| Tz 203 Cottbus/Chóśebuz (von 07.12.2002 bis 2024)                                     | 27.08.1997 22.07.2011 24.09.2024 |                                         | 402 003                | 808 003                           | wurde im Februar 2025 in Eberswalde verschrottet |
| Tz 204 Bielefeld (seit 15.11.2002)                                                    | 23.03.1998 22.02.2013            | Ausstattung mit WLAN-HotSpots (railnet) | 402 004g               | 808 004g                          | |
| Tz 205 Zwickau (von 31.07.2004 bis 2024)                                              | 29.10.1997 15.05.2011 01.04.2024 |                                         | 402 005                | 808 005                           | Mittelwagen sind abgestellt, Triebkopf und Steuerwagen dienen als Reservefahrzeuge |
| Tz 206 Magdeburg (seit 25.11.2002)                                                    | 08.09.1997 31.05.2013            | Ausstattung mit WLAN-HotSpots (railnet) | 402 006g               | 808 006                           | |
| Tz 207 Stendal (von 13.01.2003 bis 10.06.2025)                                        | 27.08.1997 03.02.2012 10.06.2025 |                                         | 402 007                | 808 007                           | Steht im SSM Leipzig-Engelsdorf |
| Tz 208 Bonn (seit 17.12.2002)                                                         | 08.09.1997 14.11.2012            | Ausstattung mit WLAN-HotSpots (railnet) | 402 008                | 808 008                           | |
| Tz 209 Riesa (von 30.08.2003 bis 2025)                                                | 04.09.1997 25.03.2011 09.01.2025 |                                         | 402 009                | 808 009                           | Triebzug wurde zusammen mit weiteren Fahrzeugen, darunter ein Bordrestaurant, aus anderen Triebzügen am 09.01.2025 in SM Mukran überführt. |
| Tz 210 Fontanestadt Neuruppin (seit 18.03.2006)                                       | 04.09.1997 12.12.2012            | Ausstattung mit WLAN-HotSpots (railnet) | 402 010g               | 808 010                           | |
| Tz 211 Uelzen (seit 30.08.2008)                                                       | 16.09.1997 12.04.2013            | Ausstattung mit WLAN-HotSpots (railnet) | 402 011g               | 808 011g                          | |
| Tz 212 Potsdam (seit 19.03.2003)                                                      | 16.09.1997 17.06.2011            | Ausstattung mit WLAN-HotSpots (railnet) | 402 012g               | 808 012g                          | Am 4. November 2017 in Sonderlackierung als „TRAIN TO BONN“ zur UN-Klimakonferenz in Bonn 2017 unterwegs. Der Triebzug fährt aktuell ohne den Mittelwagen x3. |
| Tz 213 Nauen (seit 01.12.2007)                                                        | 06.02.1998 11.11.2011            | Ausstattung mit WLAN-HotSpots (railnet) | 402 013g               | 808 013g                          | |
| Tz 214 Hamm (Westf.) (seit 27.09.2003)                                                | 25.09.1997 19.08.2011            | Ausstattung mit WLAN-HotSpots (railnet) | 402 014g               | 808 014g                          | |
| Tz 215 Bitterfeld (von 17.07.2004 bis 24.07.2009) Bitterfeld-Wolfen (seit 25.07.2009) | 08.10.1997 21.05.2012            | Ausstattung mit WLAN-HotSpots (railnet) | 402 015                | 808 015                           | |
| Tz 216 Dessau (von 12.12.2002 bis 2024)                                               | 17.10.1997 12.07.2013 18.07.2024 |                                         | 402 016                | 808 016                           | Dieser Triebzug wurde am 18. Juli 2024 ins Stillstandmanagement Mukran gebracht und anschließend im Oktober 2024 nach Eberswalde umgesetzt. Die Verschrottung durch die Firma Steil ist erfolgt. |
| Tz 217 Bergen auf Rügen (seit 09.07.2005)                                             | 25.09.1997 27.04.2011            | Ausstattung mit WLAN-HotSpots (railnet) | 402 017g               | 808 017g                          | Triebkopf und erster Wagen der ersten Klasse trugen im Mai und Juni 2015 eine Sonderbeklebung Pokalexpress für DFB-Pokal. |
| Tz 218 Braunschweig (seit 12.11.2002)                                                 | 08.10.1997 25.06.2012            | Ausstattung mit WLAN-HotSpots (railnet) | 402 018g               | 808 018                           | |
| Tz 219 Hagen (seit 19.07.2003)                                                        | 17.10.1997 17.02.2012            | Ausstattung mit WLAN-HotSpots (railnet) | 402 019                | 808 019                           | Dieser Triebzug wurde zusammen mit Triebzug 239 im März und April 2025 für Mess- und Einstellungsarbeiten der Entrauchungs- und Lüftungsanlage in den neuen Tunneln und im neuen Stuttgart Hbf (tief) eingesetzt.                                                                                                   |
| Tz 220 Meiningen (seit 01.10.2005)                                                    | 29.10.1997 04.05.2012            | Ausstattung mit WLAN-HotSpots (railnet) | 402 020                | 808 020                           | aufgelöst, Triebkopf und Mittelwagen für IGBT-Testfahrten an DB Systemtechnik vermietet; seit dem 11.10.2021 wieder im Planeinsatz. |
| Tz 221 Lübbenau/Spreewald (seit 27.03.2004)                                           | 17.11.1997 27.11.2012            | Ausstattung mit WLAN-HotSpots (railnet) | 402 021                | 808 021                           | Am 9. Juli 2009 geriet der Triebkopf 402 021-0 in Hannover Hauptbahnhof in Brand. |
| Tz 222 Eberswalde (seit 12.05.2007)                                                   | 20.11.1997 29.11.2011            | Ausstattung mit WLAN-HotSpots (railnet) | 402 022g               | 808 022g                          | |
| Tz 223 Schwerin (seit 03.10.2003)                                                     | 05.01.1998 17.08.2012            | Ausstattung mit WLAN-HotSpots (railnet) | 402 023g               | 808 023g                          | |
| Tz 224 Saalfeld (Saale) (seit 19.06.2004)                                             | 05.01.1998 11.01.2013            | Ausstattung mit WLAN-HotSpots (railnet) | 402 024                | 808 024g                          | |
| Tz 225 Oldenburg (Oldb.) (seit 27.06.2009)                                            | 17.12.1997 23.10.2012            | Ausstattung mit WLAN-HotSpots (railnet) | 402 025g               | 808 025g                          | |
| Tz 226 Lutherstadt Wittenberg (seit 26.11.2002)                                       | 17.12.1997 10.07.2012            | Ausstattung mit WLAN-HotSpots (railnet) | 402 026g               | 808 026g                          | |
| Tz 227 Ludwigslust (von 21.08.2004 bis 2024)                                          | 23.12.1997 16.12.2011 02.09.2024 |                                         | 402 027                | 808 027                           | Bei einem Rangierunfall in Berlin-Rummelsburg wurde Triebkopf 402 027 am 16. Mai 2014 stark beschädigt. Überführung am 11. September 2024 ins SSM Mukran, Überführung am 7. Januar 2025 von Mukran nach Eberswalde zur Verschrottung bei Fa. Steil. Dies ist inzwischen erfolgt.                                    |
| Tz 228 Oldenburg (Oldb.) (von 05.08.2003 bis 26.06.2009) Altenburg (seit 27.06.2009)  | 23.12.1997 09.10.2012            | Ausstattung mit WLAN-HotSpots (railnet) | 402 028                | 808 028                           | |
| Tz 229 Templin (seit 25.03.2006)                                                      | 22.01.1998 28.12.2011            | Ausstattung mit WLAN-HotSpots (railnet) | 402 029g               | 808 029                           | Dieser Triebzug ist am 1. Mai 2017 als ICE 945 Richtung Berlin bei der Einfahrt in Dortmund Hauptbahnhof mit Steuerwagen und einem Mittelwagen entgleist. Vom 3. Juli 2019 bis 22. Februar 2020 als Langzug mit Reserve-Triebkopf 402 046 im Einsatz. Siehe Abschnitt #ICE-2-Langzug als kurzfristiger ICE-4-Ersatz |
| Tz 230 Delitzsch (seit 09.10.2004)                                                    | 22.01.1998 31.08.2012            | Ausstattung mit WLAN-HotSpots (railnet) | 402 030g               | 808 045                           | Bei einem Rangierunfall in Berlin-Rummelsburg entgleisten die Wagen 806 008, 806 309, 806 640 sowie der zu dieser Zeit am Triebzug befindliche Reservesteuerwagen 808 045 am 16. Mai 2014 und wurden teilweise stark beschädigt.                                                                                    |
| Tz 231 Brandenburg an der Havel (von 11.05.2004 bis 13.04.2025)                       | 08.02.1998 07.10.2011 13.04.2025 |                                         | 402 031                | 808 030                           | am 13. April 2025 zur Ausmusterung ins SSM Leipzig-Engelsdorf überführt |
| Tz 232 Frankfurt (Oder) (seit 21.06.2003)                                             | 18.02.1998 16.02.2011            |                                         | 402 032                | 808 032                           | Erster Redesign-Zug |
| Tz 233 Ulm (seit 18.11.2002)                                                          | 12.02.1998 20.07.2012            | Ausstattung mit WLAN-HotSpots (railnet) | 402 033g               | 808 033                           | zwischen Juni 2019 und Februar 2020 nicht gebildet, Einzelfahrzeuge waren als Reserve in Verwendung |
| Tz 234 Minden (seit 22.06.2003)                                                       | 25.02.1998 08.06.2012            | Ausstattung mit WLAN-HotSpots (railnet) | 402 034                | 808 034                           | |
| Tz 235 Görlitz (seit 03.12.2003)                                                      | 25.02.1998 12.04.2012            | Ausstattung mit WLAN-HotSpots (railnet) | 402 035g               | 808 035g                          | |
| Tz 236 Jüterbog (seit 28.04.2007)                                                     | 11.03.1998 14.09.2011            | Ausstattung mit WLAN-HotSpots (railnet) | 402 036                | 808 036                           | |
| Tz 237 Neustrelitz (seit 25.10.2008)                                                  | 11.03.1998 23.03.2012            | Ausstattung mit WLAN-HotSpots (railnet) | 402 037                | 808 037                           | |
| Tz 238 Saarbrücken (seit 07.07.2005)                                                  | 23.03.1998 05.08.2011            | Ausstattung mit WLAN-HotSpots (railnet) | 402 038                | 808 038                           | |
| Tz 239 Essen (seit 20.11.2002)                                                        | 01.04.1998 06.09.2011            | Ausstattung mit WLAN-HotSpots (railnet) | 402 039                | 808 039                           | Dieser Triebzug wurde zusammen mit Triebzug 219 im März und April 2025 für Mess- und Einstellungsarbeiten der Entrauchungs- und Lüftungsanlage in den neuen Tunneln und im neuen Stuttgart Hbf (tief) eingesetzt.                                                                                                   |
| Tz 240 Bochum (seit 09.07.2003)                                                       | 01.04.1998 20.01.2012            | Ausstattung mit WLAN-HotSpots (railnet) | 402 040                | 808 040g                          | |
| Tz 241 Bad Hersfeld (seit 06.12.2003)                                                 | 17.04.1998 03.08.2012            | Ausstattung mit WLAN-HotSpots (railnet) | 402 041g               | 808 041g                          | |
| Tz 242 Quedlinburg (seit 04.05.2004)                                                  | 17.04.1998 03.06.2011            | Ausstattung mit WLAN-HotSpots (railnet) | 402 042g               | 808 042g                          | Triebkopf 402 042-6 war 1998 mit Reserve-Triebkopf 402 046-7 im Eurotrain eingereiht. |
| Tz 243 Bautzen/Budyŝin (seit 02.06.2004)                                              | 02.06.1998 09.03.2012            | Ausstattung mit WLAN-HotSpots (railnet) | 402 043                | 808 043g                          | |
| Tz 244 Koblenz (seit 29.03.2003)                                                      | 15.05.1998 08.07.2011            | Ausstattung mit WLAN-HotSpots (railnet) | 402 044g               | 808 044g                          | |
| Reserve                                                                               | 25.06.1997 15.03.2013            |                                         | 402 045g               |                                   | Reservekopf für ICE-1-Flotte |
| Reserve                                                                               | 25.06.1997 14.11.2012            |                                         | 402 046g               |                                   | Dieser Triebkopf war mit Triebkopf 402 042-6 1998 im Eurotrain eingereiht. Von 3. Juli 2019 bis Februar 2020 in Langzug 229 eingereiht. siehe Abschnitt #ICE-2-Langzug als kurzfristiger ICE-4-Ersatz |
| Reserve                                                                               | 15.12.1998 21.09.2012            |                                         |                        | 808 045g                          | |